# Benjamin Franklin (obraz Benjamina Wilsona)
Benjamin Franklin – obraz angielskiego malarza portrecisty, Benjamina Wilsona.
Obraz powstał na zamówienie Benjamina Franklina podczas jego misji dyplomatycznej w Anglii. Miał zostać wysłany do Stanów Zjednoczonych, do przebywającej tam jego żony, Deborah Ready, jako sentymentalny prezent. Wybór wykonawcy portretu padł na mało znanego malarza, Benjamina Wilsona. Choć studiował on u Thomasa Hudsona, nie był wybitnym portrecistą i nie dorównywał w tej dziedzinie ówczesnych malarzom, takim jak Joshua Reynolds czy Allan Ramsay. Drugą pasją artysty była fizyka i badania nad elektrycznością, i na tym polu odniósł większe sukcesy. Być może wspólne zamiłowania do nauki skłoniły Franklina, aby zlecić Wilsonowi namalowanie swojego portretu.

## Opis obrazu

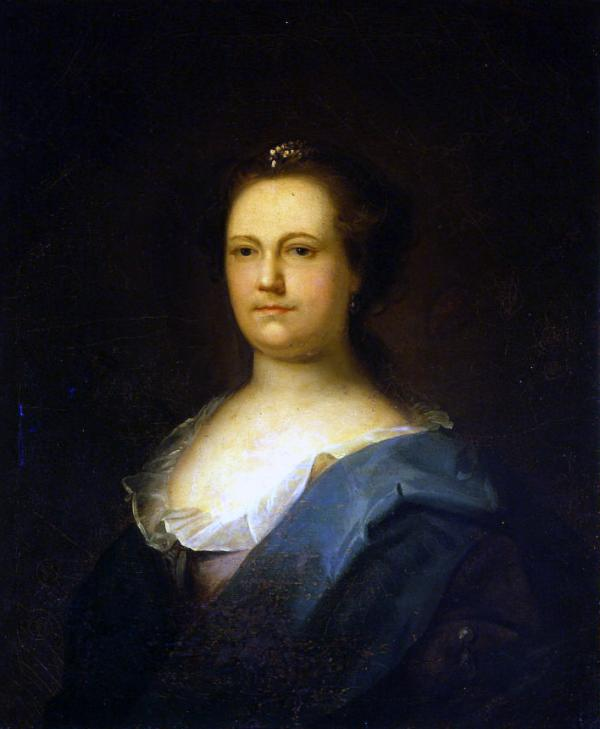
Portret Deborah Read Franklin autorstwa Benjamina Wilsona z 1759 roku

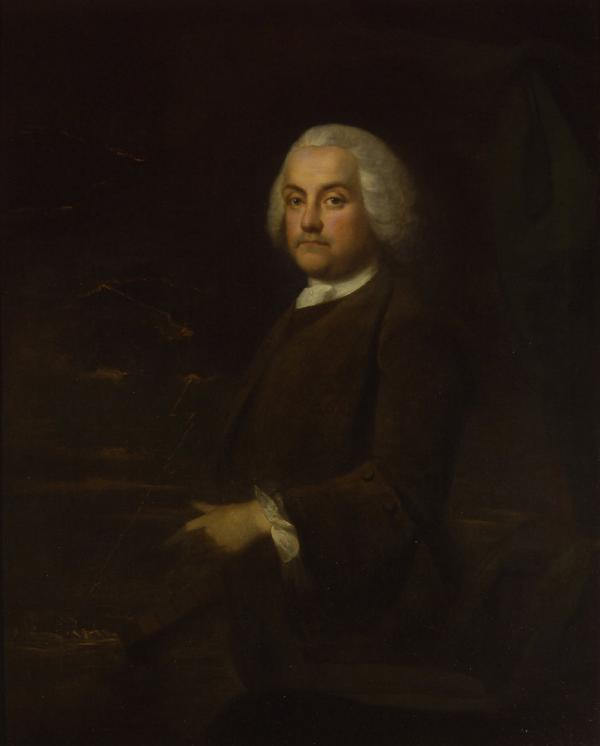
Portret Benjamina Wilsona, druga wersja z 1760 roku

Półpostaciowy portret Franklina ukazuje go obróconego lekko w prawo, poważnie i spokojnie spoglądającego na widza. Przedstawiony został w zapiętym brązowym surducie i białym fularze. Na głowie ma perukę. Odkryte, wysokie czoło ma sugerować jego ponadprzeciętne zdolności intelektualne. Twarz i zaciśnięte usta wyrażają powściągliwość. Za plecami modela, z lewej strony, widać burzę z błyskawicami. Była to aluzja do eksperymentów Franklina z piorunochronem i sporu toczonego z malarzem o wyższości wynalazku przyszłego prezydenta nad piorunochronem Wilsona. Obraz został ukończony w 1759 roku i wysłany Franklinowi do Filadelfii.

## Historia obrazu
W 1759 roku Wilson sporządził portret żony Franklina, o takich samych wymiarach. Stworzył go na podstawie innego portretu Deborah. Zawisł on obok portretu Franklina; oba uzupełniają się nawzajem.
W 1776 roku Franklin wyjechał do Francji, aby zabiegać o jej poparcie w walkach o niepodległość Stanów Zjednoczonych. Rok później wojska angielskie zajęły Filadelfię, a wraz z nią i dom rodzinny Franklina. W jego murach urządzono kwaterę sztabu oficerskiego. Zamieszkał w niej m.in. major John Andre, adiutant zastępcy dowódcy wojsk brytyjskich w Ameryce, sir Henry’ego Clintona. Po zakończeniu okupacji miasta w 1778 roku zabrał on portret Franklina i podarował go swojemu byłemu dowódcy, generałowi Charlesowi Greyowi. W ten sposób, zanim podpisano traktat paryski w 1783 roku, portret znalazł się w Anglii, w rodzinnej posiadłości Greyów w Howick House w hrabstwie Northumberland. Obraz wisiał tam do 1906 roku. W 1779 roku Franklin został ambasadorem USA we Francji. Postanowił zamówić kopię skradzionego portretu. Pierwszą stworzył dla niego francuski malarz Joseph Duplessis, lecz nie została przyjęta. Franklin sam sporządził pastelową kopię i przed powrotem do Stanów pozostawił ją u przyjaciela we Francji, obawiając się, iż obraz nie wytrzyma morskiej podroży. W tym samym czasie jego przyjaciółka, Antoine-Laurie-Anne-Pierrette Paulze, sporządziła olejną kopię portretu i wysłała go do Filadelfii. Przyszły prezydent był zadowolony z kopii. W liście do malarki, z 23 października 1788 roku, napisał: 

Gdy nasi angielscy wrogowie zajęli to miasto i mój dom, uczynili więźniem mój portret i zabrali go ze sobą, zostawiając jego towarzyszkę, wizerunek mej żony, niczym wdowę. Zastąpiłaś swoim darem jej męża i dama wydaje się uśmiechać zadowolona

 Kiedy na początku XX wieku ambasador amerykański w Anglii, Joseph H. Choate gościł w rodzinnej posiadłości Greyów u gubernatora Kanady Alberta Henry’ego George’a, zobaczył nad kominkiem w sali głównej portret Franklina. Swoim odkryciem podzielił się z Francisem Rawlem, członkiem Amerykańskiego Stowarzyszenia Filozoficznego, założonego przez byłego prezydenta. Dzięki staraniom jego i ambasadora w kwietniu 1906 roku portret powrócił do Filadelfii uświetniając obchody dwustulecia urodzin Franklina. Wcześniej lord Grey napisał do prezydenta Theodore’a Roosevelta list, w którym odnosił się m.in. do wcześniejszej korespondencji Franklina z madame Lavoisier: 

Pan Choate zasugerował mi, że zbliżające się obchody dwustulecia urodzin Franklina w Filadelfii 20 kwietnia będą odpowiednią okazją, by zwrócić obraz narodowi amerykańskiemu, który z radością go odzyska. Z przyjemnością poddałem się tej sugestii. (…) Jako wasz angielski przyjaciel pragnę po stu trzydziestu latach obdarzyć tego więźnia wolnością

 Portret znalazł swoje stałe miejsce w Białym Domu w Waszyngtonie. Na przestrzeni lat tylko dwukrotnie opuścił swoją siedzibę: w 1936 roku, gdy został wypożyczony na wystawę w nowojorskim Metropolitan Museum of Art, oraz w 1956, gdy znalazł się w siedzibie Amerykańskiego Towarzystwa Filozoficznego z okazji dwieście pięćdziesiątej rocznicy urodzin Franklina.

## Kopie portretu
Zanim portret Benjamina Franklina trafił do Filadelfii, Wilson sporządził jeszcze dwie jego kopie. Pierwsza była bardziej opracowana i przedstawiała Franklina jako półpostać na tle szalejącej burzy. Obraz prawdopodobnie został sprzedany. W 1946 roku znajdował się w Anglii w kolekcji lordów Albermarle, następnie został wystawiony na aukcji w Stanach Zjednoczonych i nabyty przez Departament Stanu USA, w posiadaniu którego znajduje się obecnie.
Druga kopia była wierniejsza oryginałowi. Jej sztych w 1761 roku wykonał miedziorytnik James McArdell. Kopia ta została zamówiona przez Franklina jako prezent dla doktora Thomasa Bonda. Po jego wykonaniu wysłano go do Stanów Zjednoczonych. Obraz jednak z powodu złego werniksu popękał i Wilson wykonał jego kolejną wersję. Za wzór posłużyła prawdopodobnie wersja lorda Albermarle. Kopia Bonda znajdowała się w jego kolekcji do 1855 roku, kiedy to kupił ją wnuk Franklina.